# Tuljapur
Tuljapur es una ciudad y  municipio situada en el distrito de Osmanabad en el estado de Maharashtra (India). Su población es de 34011 habitantes (2011). Se encuentra a 25 km de Osmanabad.

## Demografía
Según el censo de 2011 la población de Tuljapur era de 34011 habitantes, de los cuales 17580 eran hombres y 16431 eran mujeres. Tuljapur tiene una tasa media de alfabetización del 87,17%, inferior a la media estatal del 82,34%: la alfabetización masculina es del 92,72%, y la alfabetización femenina del 81,31%.